# Récepteur des minéralocorticoïdes
Pour les articles homonymes, voir MR.
Le récepteur des minéralocorticoïdes (MR) est une protéine de la superfamille des récepteurs nucléaires, famille des récepteurs stéroïdes, liant l'aldostérone, qui est la principale hormone minéralocorticoïde, régulant entre autres l'équilibre hydro-sodé des organismes par l'expression de gènes spécifiques.

## Structure
Le gène MR est localisé pour l'homme sur le chromosome 4, en position 4q31.1-4q31.2. C'est un grand gène qui s'étend sur plus de 400 kb, composé de 10 exons et 8 introns, les deux premiers exons n'étant pas codants. Les exons codent une protéine de 984 acides aminés d'une masse moléculaire de 107 kDa. Cette protéine possède la structure classique des récepteurs nucléaires :
- un très grand domaine N-terminal de 602 aa (ou NTD) - le plus grand parmi la famille des récepteurs stéroïdes)
- un domaine en doigts de zinc classique de liaison à l'ADN (ou DBD)
- une région charnière (ou hinge)
- un domaine de liaison au ligand (ou LBD), en C-terminal de la protéine, constitué de 11 hélices α et un feuillet β.

## Mécanisme d'action
Le MR est un récepteur stéroïde présent dans le cytoplasme des cellules l'exprimant. Inactif, il est lié à des protéines chaperonnes, telles que l'HSP90 et les immunophilines, qui le maintiennent dans une conformation réceptive pour son ligand. L'aldostérone diffuse dans les cellules, où elle va pouvoir se fixer au domaine de liaison du ligand du MR, et entraîner sa translocation dans le noyau cellulaire. Dans le noyau, le MR va se fixer à des éléments de réponse spécifiques appelés GRE (pour glucocorticoid responsive elements), et recruter différents cofacteurs transcriptionnels afin de mettre en place la machinerie transcriptionnelle (ARN polymérase) pour activer l'expression des gènes cibles de l'aldostérone.

## Fonctions
- Parmi les gènes qui sont activés par le MR, on peut citer ceux impliqués dans la réabsorption de sodium au niveau de la partie du tube collecteur distal du rein. Schématiquement, le MR active l'expression du gène codant certaines sous unités du canal épithélial à sodium (ENaC pour epithelial sodium channel) et la pompe sodium-potassium qui vont permettre la réabsorption de sodium de l'urine vers le plasma. L'activité des protéines ENaC est également régulée par une kinase spécifique, la SGK1 (pour Serum and Glucocorticoid-regulated Kinase), dont le gène est induit par le MR et l'aldostérone. La SGK1 joue un rôle central régulateur central dans la réabsorption de sodium. L'action du MR sur la réabsorption rénale de sodium est tout à fait similaire à l'absorption du sodium au niveau du côlon, faisant intervenir les mêmes acteurs moléculaires.

- Le MR possède également un rôle au niveau du système nerveux central qui est mal connu. Il est exprimé dans l'hippocampe et participerait à la régulation de différents mécanismes cellulaires (apoptose, etc.), et physiologiques (régulation de la pression artérielle, et appétence pour le sel, etc.).

- Au niveau des cellules endothéliales des gros vaisseaux, le MR active l'expression de gènes participant à la régulation de la pression artérielle. Le MR aurait une action sur l'expression de gènes codants les protéines constituantes de la matrice extracellulaire telles que certains collagènes.

- L'aldostérone, via le MR, participerait également à la différenciation du tissu adipocytaire brun et l'expression des protéines découplantes (UCP) cruciales pour la thermogenèse chez les animaux et le nouveau-né (mais pas chez l'homme adulte).

## Physiopathologie
- Des mutations inactivatrices du gène codant le MR sont responsables d'une forme autosomique dominante de pseudohypoaldostéronisme de type I (PHA1) caractérisé par des pertes majeures de sels chez le nouveau-né, conduisant à une hyponatrémie, une hyperkaliémie, associées à une résistance aux minéralocorticoïdes. Cette pathologie souvent mortelle si elle n'est pas rapidement diagnostiquée, est traitable par simples compensations en sodium (plusieurs grammes par jour). La maladie deviendra asymptomatique chez l'adulte, qui toutefois gardera une appétence pour le sel importante.

- Des mutations activatrices semblent être liées avec la mise en place d'hypertension artérielle chronique. De façon plus documentée, une mutation dans la partie du MR codant la liaison au ligand (LBD) est directement associée avec une hypertension gravidique majeure chez la femme (potentiellement morbide), le MR étant activé illicitement par la progestérone. Cette même mutation, chez l'homme ou la femme non enceinte, semble être responsable d'une hypertension modérée, par liaison illégitime de cortisone.

- De façon fréquente, un syndrome d'excès apparent de minéralocorticoïdes pour lequel le MR va être en permanence activé par le cortisol, au lieu de l'aldostérone, peut-être dû à deux causes:
  - Des mutations inactivatrices de l'enzyme 11β-hydroxystéroïde deshydrogénase (type 2) chargée normalement de métaboliser le cortisol en cortisone.
  - Une intoxication par le glycyrrhizine ou liquorice, qui provient de la racine de la réglisse ou par des flavonoïdes très présents dans le pamplemousse par exemple. La liquorice inhibe également l'action de la 11β-hydroxystéroïde deshydrogénase (type 2). Cette affection peut survenir généralement par surconsommation de réglisse, plus fréquemment par abus de boissons anisées (pastis...), voire de jus à base de pamplemousse.

Ces situations vont conduire à une rétention sodée excessive provoquant une hypertension, et une hypokaliémie forte pouvant conduire à des problèmes cardiaques graves (tachycardie ventriculaire et fibrillation ventriculaire).

## Pharmacologie
Deux importants antagonistes du récepteur ont été développés en pharmacologie pour inhiber les effets de l'aldostérone. Le premier est la spironolactone qui possède des effets anti-hypertenseurs et diurétiques par inhibition de la réabsorption de sodium et d'eau au niveau du tubule distal du rein. Le second, plus spécifique du MR, est l'éplérénone qui  a démontré de clairs effets cardio-protecteur chez des patients ayant subi un infarctus du myocarde.